# Међународни дан дјевојчица у ИКТ сектору
Међународни дан девојчица у ИКТ сектору установљен је на нивоу Уједињених нација и обележава се сваког четвртог четвртка у априлу. Међународни дан девојчица у ИКТ сектору први пут је обележен у Немачкој 2001. године, а манифестацији је учествовало више од милион девојчица. Дан девојчица у ИKТ сектору има за циљ да девојчице оснажи приликом одабира будућих професија, да не подлежу стереотипима, већ да се руководе личним интересовањима и талентима. .
Широм света се на овај дан организују разне манифестације, на којима се девојчицама пружа прилика да покажу своје таленте на разним радионицама, да се окушају у разним изазовима и да науче о најсавременијим технологијама и техничким алатима које могу да користе у свакодневном животу.
У Србији је Дан девојчица у ИКТ сектору (Girls in ICT Day) први пут обележен 2011. године у организацији Удружења пословних жена Србије, а у сарадњи са Немачком организацијом за међународну сарадњу (ГИЗ), када је Дан девојчица у ИКТ сектору био део пројекта „Професионална оријентација на преласку у средњу школу“, у сегменту Реални сусрети са светом рада. 
До 2022. године је у манифестацији учествовало више од 9.100 ученица завршних разреда основне школе кроз различите активности као што су посете ИKТ компанијама и фирмама чије су власнице жене, и такмичење "Ухвати идеју" за најбољи видео рад.
Резултати показују да су девојчице веома заинтересоване и да кроз овакве сусрете препознају предузетништво као могуће будуће место запошљавања.
Манифестацију Дан девојчица у ИКТ сектору (Girls in ICT Day) Удружење пословних жена Србије реализује уз институционалну подршку председнице Владе Републике Србије, Ане Брнабић која је и почасна покровитељка манифестације. 2023. године почасни председник комисије за избор најбољих видео радова на такмичењу „Ухвати идеју“ је Михаило Јовановић, министар информисања и телекомуникација. Институционалну подршку манифестацији пружају Министарство просвете, Министарство информисања и телекомуникација, Министарство привреде, Министарство науке, технолошког развоја и иновација, Министарство туризма и омладине, Повереник за заштиту равноправности, УН Wомен, Гиз, European SME Week, Међународна унија за телекомуникације UN (ITU), CANSEE (Kанадско-српско пословно удружење).
Овај пројекат покреће важне актере у дечијем окружењу: породицу, школе, наставнички кадар, будуће послодавце, медије,  и пре свега младе, да раде на превазилажењу родно специфичних стереотипа у свету рада и занимања. Све активности имају за циљ да код младих развију заинтересованост за предузетништво као опцију за будуће запослење. Стога пројекат у великој мери укључује рад са јавношћу, сензибилизацију и едукацију свих укључених актера. Такође, овај пројекат је директно усмерен и на подршку деци у избору занимања, чинећи свет ИКТ-а и предузетништва доступнијим мање заступљеном полу у бизнису.